# Planaltino
Planaltino é um município brasileiro do estado da Bahia.
Segundo o Censo 2022 do Instituto Brasileiro de Geografia e Estatística (IBGE), a população do município é de 8 022 habitantes.

## Infraestrutura

### Saúde
Em 2009, o município de Planaltino tinha nove estabelecimentos de saúde.

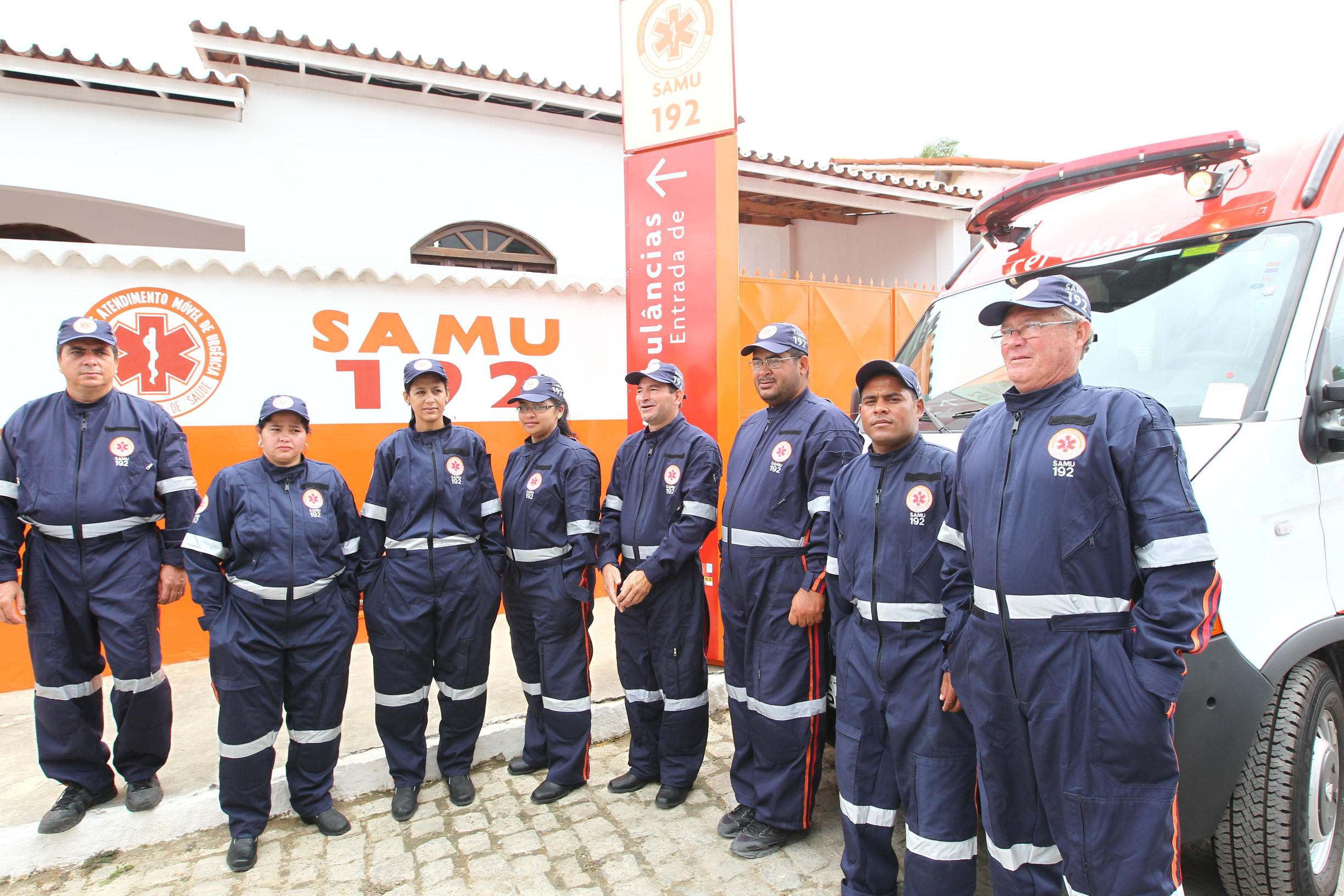
Profissionais do Serviço de Atendimento Móvel de Urgência (SAMU) na inauguração da unidade em Planaltino em 2011